# Bani Walid
Bani Walid (arab.: بني وليد) – miasto w północno-zachodniej części Libii, w gminie Misrata. Do roku 2007 miasto było stolicą gminy Bani Walid.